# CS Cartaginés
Club Sport Cartaginés – kostarykański klub piłkarski z siedzibą w mieście Cartago, stolicy prowincji Cartag. Klub występuje w rozgrywkach Primera División de Costa Rica, a domowe mecze rozgrywa na obiekcie Estadio José Rafael „Fello” Meza Ivankovich.
Założony w 1906 roku Cartaginés jest obecnie najstarszym klubem grającym w najwyższej klasie rozgrywkowej. Zespół jest czterokrotnym mistrzem kraju i pięciokrotnym zdobywcą pucharu Kostaryki.

## Osiągnięcia

### Krajowe
- Primera División

| mistrzostwo ligi (4): | 1923, 1936, 1940, 2022 (C)                                           |
| drugie miejsce (11):  | 1924, 1926, 1968, 1973, 1975, 1977, 1979, 1987, 1993, 1996, 2013 (V) |

- Copa de Costa Rica

| zwycięstwo (5):     | 1963, 1984, 2014, 2015, 2022 |
| drugie miejsce (3): | 1959, 1996                   |

- Supercopa de Costa Rica

| zwycięstwo (1):     | 1959 |
| drugie miejsce (1): | 1996 |

- Recopa de Costa Rica

| zwycięstwo (0):     | –    |
| drugie miejsce (1): | 2023 |

### Międzynarodowe
- Puchar Mistrzów CONCACAF

| zwycięstwo (1):     | 1994 |
| drugie miejsce (0): | –    |

- Copa Interclubes UNCAF

| zwycięstwo (0):     | –    |
| drugie miejsce (1): | 1978 |

- Copa Interamericana

| zwycięstwo (0):     | –    |
| drugie miejsce (1): | 1996 |

## Historia
Club Sport Cartaginés założony został 1 lipca 1906 roku przez kanadyjskiego imigranta Williego Pirie, grupę Kostarykańczyków angielskiego pochodzenia oraz angielskich imigrantów żyjących w Cartago. Początkowo stroje drużyny były czerwono-niebieskie. Odkąd w Cartago pojawiły się kolejne kluby piłkarskie, rozgrywano regularnie mecze z miejscowymi zespołami, takimi jak Combate i Monte Libano.
W latach 1914–1921 klub występował pod nazwą Americano. Do poprzedniej nazwy zespół powrócił w roku 1921, gdy do życia powołana została krajowa liga kostarykańska. Zmieniono też barwy strojów klubowych na biało-niebieskie pionowe pasy, które obowiązują do dziś. W roku 1923 Cartaginés zdobył swój pierwszy tytuł mistrza Kostaryki.
Wkrótce doszło w klubie do kryzysu spowodowanego licznymi transferami piłkarzy do klubów stołecznych lub do Europy. Z tego powodu w 1925 roku Cartaginés zawiesił swoją działalność. Wzrastająca popularność futbolu w Cartago doprowadziła do zorganizowania rozgrywek z udziałem miejscowych aktywnych klubów. Zaraz po tym wydarzeniu reaktywowano klub Cartaginés, którego drużynę sformowano z zawodników biorących udział w zakończonym właśnie turnieju. W roku 1935 klub wygrał trzecią ligę, a w 1936 zakończył sezon na szczycie drugiej klasy rozgrywkowej, tym samym awansując do Primera División. Po wzmocnieniu składu w wyniku licznych transferów, klub po raz drugi zdobył mistrzostwo Kostaryki, tym razem jako beniaminek. W roku 1940 Cartaginés, mając w składzie czterech piłkarzy z roku 1936, pokonał w finale Herediano i trzeci raz sięgnął po mistrzostwo kraju.
Klub nie powtórzył tego osiągnięcia przez kolejne 81 lat. W latach 40. w barwach tej drużyny pierwsze swoje spotkania w karierze rozgrywał José Rafaela „Fello” Meza Ivancovich. W ciągu kilku lat zyskał on przydomek el Maestro, a na początku nowego tysiąclecia Ivancovich został ogłoszony najlepszym piłkarzem Kostaryki w XX wieku. Mimo to klub przez wiele dekad nie był w stanie przełamać dominacji klubów Saprissa i LD Alajuelense, dlatego największymi osiągnięciami w tym okresie pozostały tytuły wicemistrza Kostaryki. Największy kryzys przypadł na lata 80., kiedy to drużyna spadła na dwa sezony do drugiej ligi. W 1994 roku Cartaginés sięgnęli po Puchar Mistrzów CONCACAF, a dwa lata później również po zwycięstwo w Copa Interamericana.

### Królowie strzelców ligi kostarykańskiej
| Sezon   | Zawodnik                 | Bramki |
| ------- | ------------------------ | ------ |
| 1951    | Alexis Goñi              | 23     |
| 1952    | José Rafael „Fello” Meza | 7      |
| 1952    | Jaime Meza               | 7      |
| 1961    | Alberto „Gallego” Armijo | 15     |
| 1973    | Leonel Hernández         | 16     |
| 2002/03 | Claudio Ciccia           | 41     |
| 2004/05 | Randall „Chiqui” Brenes  | 16     |

## Aktualny skład
Aktualnym trenerem klubu jest Greivin Mora.
Stan na 8 maja 2024 roku.
| Nr | Poz. | Piłkarz               |
| -- | ---- | --------------------- |
| 1  | BR   | Darryl Parker         |
| 3  | OB   | William Quirós        |
| 4  | OB   | Kevin Espinoza        |
| 5  | OB   | José Vargas (kapitan) |
| 6  | PO   | Jeikel Venegas        |
| 7  | PO   | Allen Guevara         |
| 8  | PO   | Douglas López         |
| 9  | NA   | Marcel Hernández      |
| 10 | PO   | Dylan Flores          |
| 11 | PO   | Kenneth Cerdas        |
| 12 | OB   | José Luis Quirós      |
| 13 | BR   | Bryan Cordero         |
| 15 | NA   | Freed Cedeño          |
| 16 | PO   | Christian Martínez    |

| Nr | Poz. | Piłkarz            |
| -- | ---- | ------------------ |
| 17 | PO   | Diego González     |
| 18 | OB   | Carlos Barahona    |
| 19 | NA   | Josimar Méndez     |
| 20 | PO   | Víctor Murillo     |
| 21 | NA   | Marco Ureña        |
| 26 | PO   | Bernald Alfaro     |
| 27 | NA   | Jostin Daly        |
| 28 | OB   | Kendrick Enríquez  |
| 29 | OB   | Farbod Samadian    |
| 33 | BR   | Christopher Moya   |
| 35 | BR   | Kevin Briceño      |
| 52 | OB   | Aubrey David       |
| 77 | PO   | Jossimar Pemberton |